# Deep End (film)
Deep End is een Duits-Britse dramafilm uit 1970 onder regie van Jerzy Skolimowski. Actrice Jane Asher werd voor haar rol genomineerd voor een BAFTA.

## Verhaal
Mike, een tiener uit de Londense onderklasse vindt werk in een badhuis. Daar wordt hij verliefd op een iets ouder meisje, dat echter al een relatie heeft. Toch lijkt ze ongelukkig bij haar partner en ook tegenover andere mannen vertoont ze promiscue gedrag. Mike blijft dus hopen en heeft niet door dat ze genadeloos met zijn gevoelens speelt...

## Rolverdeling
| Acteur              | Personage                                    |
| ------------------- | -------------------------------------------- |
| Jane Asher          | Susan                                        |
| John Moulder-Brown  | Mike                                         |
| Sean Barry-Weske    | Ruffian                                      |
| Karl-Michael Vogler | Zwemleraar                                   |
| Erica Beer          | Kassière                                     |
| Will Danin          | Politieagent                                 |
| Diana Dors          | Vrouw van middelbare leeftijd in het badhuis |